# Gian Piero Gasperini
Pour les articles homonymes, voir Gasperini.
Gian Piero Gasperini (né le 26 janvier 1958 à Grugliasco dans la province de Turin au Piémont) est un footballeur italien, qui évoluait au poste de milieu de terrain, avant de devenir entraîneur.

## Biographie

### Carrière de joueur
Gian Piero grandit dans les équipes de jeunes de la Juventus FC, qu'il intègre dès l'âge de 9 ans, poursuivant sa formation jusqu'à l'équipe des moins de 18 ans avec des joueurs comme Paolo Rossi, futur champion du monde en 1982 avec l'équipe d'Italie, ou encore Sergio Brio. Il fait ses premières apparitions avec l'équipe première en Coupe d'Italie durant la saison 1976-1977 (il dispute le premier match de sa carrière le 15 juin 1977 lors d'un match nul 1-1 contre l'US Lecce). Il dispute au total 9 matchs et inscrivit un but (le 31 mai 1978 lors d'un succès 3-1 sur Tarente) avec la Juve (tous joués en coupe).
Il est par la suite prêté au AC Reggiana (16 matches, 0 but) en Serie C, avant d'être définitivement transféré en Serie B à l'US Palerme au début de la saison 1978-1979. Il perd avec l'équipe sicilienne en finale de la Coupe d'Italie contre son club formateur, la Juventus, 2 buts à 1 après prolongation. Gasperini n'est toutefois pas sur le terrain. Il reste cinq années à l'US Palerme, à chaque fois en Serie B, jouant 128 matches pour 11 buts.
Il passe ensuite au SS Cavese pour la saison 1983-1984, en Serie B. Gasperini joue 34 matches et marque 2 buts mais le club termine 19e et est rétrogradé en Serie C1. Il passe alors à l'AC Pistoiese, en Serie C1, mais, là encore, le club est rétrogradé en Serie C2 après sa 17e place. Gasperini joue 34 matches pour 4 buts.
Il signe, pour la saison 1985-1986 au Pescara Calcio en Serie B : là encore, l'équipe termine dans la zone des relégables (17e), mais est maintenu grâce à la radiation pour banqueroute de l'US Palerme. À la surprise générale, l'équipe termine première de la Serie B à égalité avec le Pise Calcio et peut donc préparer sa deuxième saison dans l'élite. Gasperini est l'un des piliers de l'équipe dont il est aussi le capitaine. Il fait donc ses débuts en Serie A la saison suivante, marquant un but dès son premier match, à domicile, contre le Pise Calcio (2-1). L'équipe obtient son maintien grâce à la réduction du nombre d'équipes reléguées et finit 12e de la Serie A, meilleur classement de son histoire. L'équipe est rétrogradée la saison suivante (1988-1989), en terminant 15e, après notamment une phase retour désastreuse. Il joue encore une saison avec le Pescara Calcio en Serie B où l'équipe termine 8e du championnat. Il aura joué au total 160 matches pour 21 buts avec l'équipe des Abruzzes.
Il rejoint le Salernitana Sport pour la saison 1990-1991 (13e de la Serie B et rétrogradée), joue 35 matches pour 1 but, avant de signer la saison suivante en Serie C2 à la Vis Pesaro. L'équipe termine première et est promue en Serie C1. L'équipe termine 14e la saison suivante mais est rétrogradé à cause de problèmes économiques. Gian Piero Gasperini décide d'arrêter sa carrière à 35 ans, en n'ayant joué que deux saisons dans l'élite.

### Carrière d'entraîneur

#### Crotone
Dès 1994, il commence à entraîner les équipes de jeunes de la Juventus, poste qu'il occupera près de 10 ans, remportant au passage, en 2003, le Tournoi de Viareggio, où se retrouvent les équipes de jeunes des grandes équipes européennes.
Il commence sa carrière professionnelle au début de la saison 2003-2004 au FC Crotone en Serie C1 : l'équipe reste sur le podium durant tout le championnat et termine finalement 2e du championnat et dispute les play-offs. Le FC Crotone rencontre d'abord le Benevento Calcio en demi-finale : défaite 1-0 à l'aller, victoire 3-1 au retour, à domicile. En finale, l'équipe rencontre l'AS Viterbese Calcio. Après un nul 0-0 à l'extérieur, le FC Crotone l'emporte 3-0 à domicile et retrouve pour la deuxième fois de son histoire la Serie B. La première année d'entraîneur professionnel est donc un grand succès pour Gasperini.
Sa première saison en Serie B est difficile : après une suite de mauvais résultats, il est remercié en décembre, remplacé par Andrea Agostinelli mais est rappelé quelques mois plus tard, en avril. Il réussit à sauver l'équipe de justesse: l'équipe termine 17e, à 1 point des play-outs.
Gasperini est confirmé dans ses fonctions pour la saison 2005-2006 : l'équipe apparaît plus compétitive avec dans ses rangs notamment le Franco-Sénégalais Abdoulay Konko, Sébastien Piocelle ou encore le Brésilien Jeda auteur de 16 buts. L'équipe termine à la 9e place à 5 points des play-off pour la Serie A. Gasperini obtient ainsi le meilleur classement de l'histoire du club.

#### Genoa
Gian Piero Gasperini est alors appelé à la tête d'un club historique du football italien, le Genoa CFC, tout juste promu en Serie B, pour la saison 2006-2007. Le niveau apparaît très relevé avec notamment la Juventus, le Napoli ou encore le Bologne FC. Le Genoa CFC terminera finalement 3e du championnat, derrière la Juventus FC et le SSC Naples, après un dernier match épique au Stade Luigi Ferraris face au SSC Naples, interrompu par une invasion de terrain avant la fin du match. Le match se termine sur un nul 0-0 et, grâce à ses 10 points d'avance sur le Plaisance Calcio, le Genoa CFC est promu sans passer par les play-off. Douze ans après sa dernière saison en Serie A, l'équipe de Gênes retrouve l'élite.	 
L'objectif atteint, Gasperini est confirmé dans ses fonctions et est prêt à entreprendre sa première saison d'entraîneur en Serie A, avec des joueurs comme Marco Di Vaio ou encore Marco Borriello, auteur de 19 buts durant la saison. L'équipe fait un championnat plus qu'honnête et termine à la 10e place de la saison 2007-2008, après avoir visé quelque temps les places européennes.	 
Pour la saison 2008-2009, l'équipe se renforce d'éléments expérimentés afin de jouer un rôle de premier plan : le défenseur Matteo Ferrari, le milieu brésilien Thiago Motta et le retour du buteur argentin Diego Milito. Au terme de la phase aller, l'équipe est 4e et virtuellement qualifiée pour le tour préliminaire de la Ligue des champions de l'UEFA. L'équipe reste longtemps accrochée à ce rêve avant de se voir dépasser par l'AC Fiorentina dans les dernières journées. L'équipe terminera néanmoins 5e de la Serie A et se retrouve Ligue Europa, 18 ans après sa dernière participation européenne. C'est donc une excellente saison pour l'équipe. Diego Milito, malgré ses 24 buts, termine deuxième du classement des buteurs derrière Zlatan Ibrahimović et à égalité avec Marco Di Vaio du Bologne FC.	 
La saison 2009-2010 est sa quatrième année sur le banc du Genoa CFC : difficile de confirmer l'excellente saison précédente. L'équipe se renforce avec le gardien Marco Amelia, troisième gardien de l'équipe d'Italie championne du monde en 2006 et Hernán Crespo, venu remplacer Diego Milito parti à l'Inter Milan. Le Genoa obtient son billet pour la Ligue Europa en battant au troisième tour préliminaire les Danois de l'OB Odense (3-1, 1-1). L'équipe débute en championnat par trois victoires en autant de matches. Peu à peu, l'équipe rentre dans le rang et se retrouve avec 27 points à la fin des matches aller. L'équipe est aussi éliminé de la Ligue Europa, en finissant troisième de son groupe derrière le Valence CF et le Lille OSC. Au soir de la 25e journée de Serie A, le Genoa CFC est 9e du championnat, mais toujours en lice pour une place en coupe d'Europe, à trois points de la Ligue des champions de l'UEFA. À la suite du mauvais début de saison 2010-2011, il est remercié le 8 novembre 2010.

#### Inter Milan (2011)
Le 24 juin 2011, il signe pour un an renouvelable à l'Inter Milan. Moins de trois mois plus tard, le 21 septembre 2011, il est limogé après avoir essuyé une quatrième défaite en cinq matchs officiels.

#### Palerme, Genoa et Atalanta Bergame (depuis 2013)
En février 2020, il est désigné meilleur entraîneur de l'année de Serie A pour la saison 2018-2019, alors qu'il évolue à l'Atalanta Bergame. Il remporte la Ligue Europa 2024 avec l'Atalanta face aux jusqu'alors  invaincus du Bayer Leverkusen sur le score de 3-0, le 22 mai 2024.

## Palmarès
| Pescara - Serie B (1) : - Champion : 1986-87.             |  | \| Juventus - Tournoi de Viareggio (1)[6] : - Vainqueur : 1994. \| \| Atalanta - Ligue Europa (1) : - Vainqueur : 2023-24. \| |
| Juventus - Tournoi de Viareggio (1) : - Vainqueur : 1994. |  | Atalanta - Ligue Europa (1) : - Vainqueur : 2023-24.                                                                          |

## Distinctions personnelles
- Élu Panchina d'Oro (meilleur entraîneur) pour la  saison 2018-2019.
- Meilleur entraîneur de l'année de Serie A pour la saison 2018-2019
- Meilleur entraîneur de l'année de Serie A pour la saison 2019-2020